# Ундыш
Ундыш (Ундыль, Кундыш) — река в Архангельской области России, правый приток Северной Двины. Протекает по территории Рочегодского сельского поселения Виноградовского района.

## География
Истоком Ундыша является находящееся восточнее Рочегды болото Солоно. Высота истока — около 70 метров над уровнем моря. Устье реки — Кургоменский Полой или Курья, нижняя часть водотока протоки Рубылиха (Рубылисский или Рубелевский Полой). Высота устья — 17 метров над уровнем моря. Длина — 14 км.
Имеет приток — Казённый ручей. Населённый пункт на реке — Кургомень.

## Этимология
Ундыш переводится с финно-угорского как полноводный ручей. Корень ун по мнению финнолога Веске по-зырянски значит большой, а Рогов и Латкин переводят уно словом много.